# 동면 (화순군)
동면(東面)은 대한민국 전라남도 화순군의 면이다.

## 역사
- 능주군 동면
- 1914년 4월 1일 화순군 동면[1]
- 1973년 7월 1일 동면 수만리를 화순읍에 편입하였다.[2]

## 교육
- 동면초등학교 (장동리)
  - 경복분교 (폐교) - 복림길 4 (복암리)
- 용포초등학교 (폐교) - 충의로 477 (백용리)
- 동면중학교 (천덕리)

## 행정 구역
| 법정리 | 한자명 | 행정리                    | 비고            |
| ------ | ------ | ------------------------- | --------------- |
| 경치리 | 景峙里 | 경치1구, 경치2구          |                 |
| 국동리 | 菊東里 | 국동리                    |                 |
| 대포리 | 大浦里 | 대포1구, 대포2구, 대포3구 |                 |
| 마산리 | 馬山里 | 마산리                    |                 |
| 무포리 | 無浦里 | 무포1구, 무포2구          |                 |
| 백용리 | 栢龍里 | 백용1구, 백용2구          |                 |
| 복암리 | 福岩里 | 복암1구, 복암2구, 복암3구 |                 |
| 서성리 | 瑞城里 | 서성1구, 서성2구          |                 |
| 언도리 | 彦道里 | 언도1구, 언도2구          |                 |
| 오동리 | 梧桐里 | 오동1구, 오동2구, 오동3구 |                 |
| 옥호리 | 玉壺里 | 옥호1구, 옥호2구, 옥호3구 |                 |
| 운농리 | 雲農里 | 운농1구, 운농2구, 운농3구 |                 |
| 장동리 | 壯東里 | 장동1구, 장동2구          | 면사무소 소재지 |
| 천덕리 | 泉德里 | 천덕1구, 천덕2구, 천덕3구 |                 |
| 청궁리 | 靑弓里 | 청궁리                    |                 |

## 교육
- 동면초등학교 (장동리)
  - 경복분교 (폐교) - 복림길 4 (복암리)
- 용포초등학교 (폐교) - 충의로 477 (백용리)
- 동면중학교 (천덕리)